# 朱璟滲
朱璟渗（17世纪—17世纪），明朝乐平王朱朗鎏子，乐平王朱璟某弟，乐平国镇国将军。钱海岳《南明史》<卷27·列传第3·诸王一>作其在父亲死后袭封乐平王，误。
明朝灭亡后，朱璟渗南逃，其妻馬氏和儿子朱小哥被俘，在順治三年（1646年）十一月被押解羁押于西安监狱，马氏于順治五年（1648年）十月死于狱中。